# Dia dels programadors
El dia dels programadors (en rus: День программиста) és un dia festiu professional oficial a Rússia. Se celebra el dia 256 del calendari (13 de setembre durant els anys comuns i 12 als anys de traspàs).
El dia va ser proposat per Valentin Balt. El 2002 va recollir firmes per presentar una petició formal al govern rus perquè es reconegués el dia oficial dels programadors. El 24 de juliol de 2009, el Ministre de Comunicacions de Rússia va redactar un esborrany de llei per crear la nova festivitat, el Dia del Programador. L'11 de setembre de 2009, el President de Rússia, Dmitri Medvédev va firmar el decret. El número 256 (28) va ser escollit perquè és el nombre de combinacions que es poden representar en 8 bits. A més és la potència de 2 més gran, inferior a 365, nombre de dies de l'any.